# Liste der technischen Denkmale im Landkreis Mittelsachsen
Die Liste der technischen Denkmale im Landkreis Mittelsachsen enthält die Technischen Denkmale im Landkreis Mittelsachsen.
Diese Liste ist eine Teilliste der Liste der Kulturdenkmale in Sachsen.
Aufgrund der großen Anzahl von technischen Denkmalen ist die Liste aufgeteilt in die
- Liste der technischen Denkmale im Landkreis Mittelsachsen (A–E)
- Liste der technischen Denkmale im Landkreis Mittelsachsen (F–G)
- Liste der technischen Denkmale im Landkreis Mittelsachsen (H–N)
- Liste der technischen Denkmale im Landkreis Mittelsachsen (O–Z)

Die Buchstaben entsprechen den Anfangsbuchstaben der Gemeindenamen.
- Liste der Kulturdenkmale der Revierwasserlaufanstalt Freiberg